# Portugiesisches Rotes Kreuz

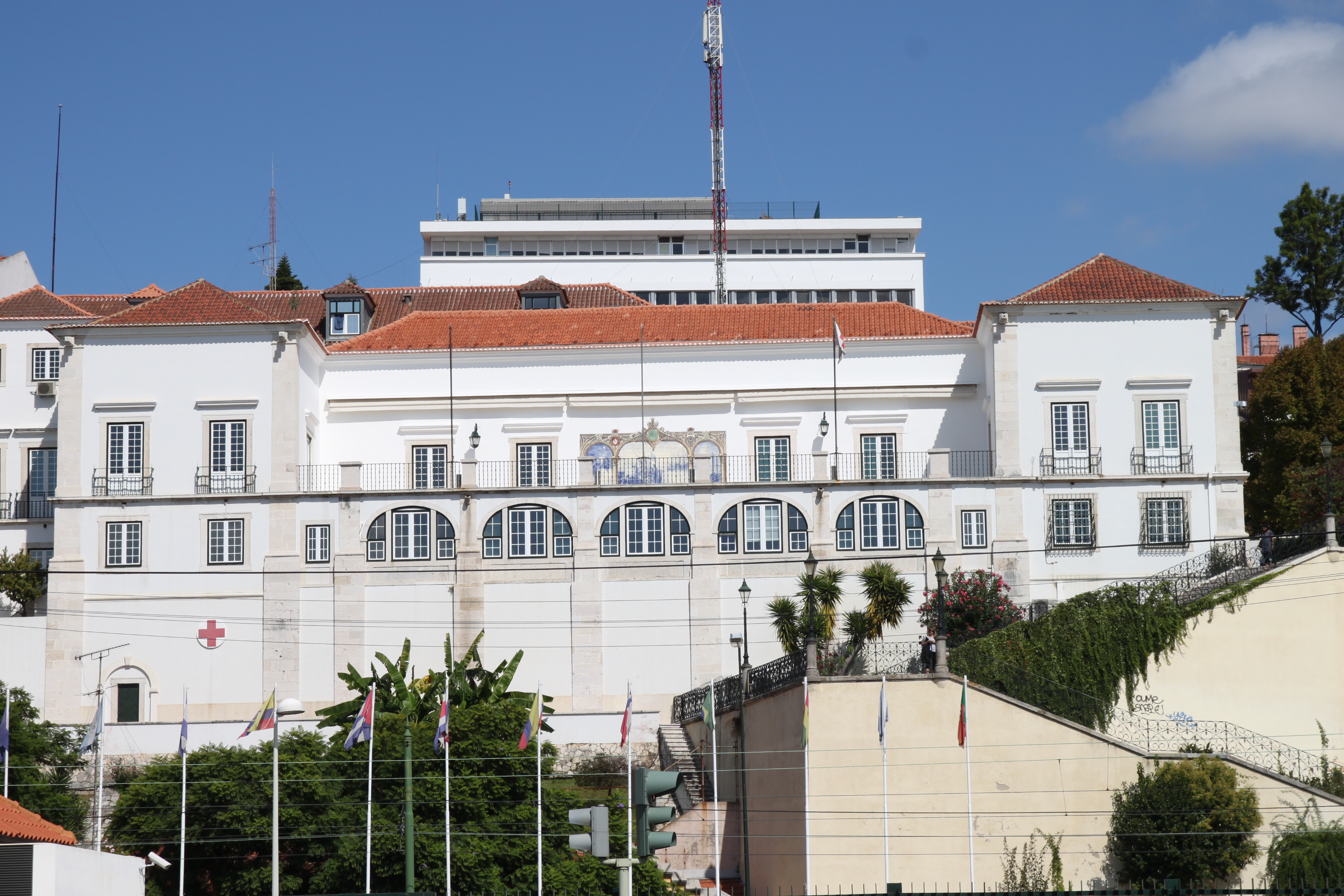
Hauptsitz des Portugiesischen Roten Kreuzes im Palast der Grafen von Óbidos in Lissabon

Das Portugiesische Rote Kreuz, portugiesisch Cruz Vermelha Portuguesaⓘ (CVP), ist eine vorwiegend auf der Tätigkeit von Freiwilligen basierende Hilfsorganisation und als nationale Rotkreuz-Gesellschaft Portugals ein Teil der Internationalen Rotkreuz- und Rothalbmond-Bewegung. Sitz ist Lissabon.
Es wurde am 11. Februar 1865 gegründet und ist damit eine der ältesten Rotkreuz-Gesellschaften weltweit. Die Anerkennung als nationale Hilfsgesellschaft im Sinne der Genfer Konventionen und der Statuten der Bewegung erfolgte am 13. Juli 1887 durch das Internationale Komitee vom Roten Kreuz (IKRK). Am 14. Juli 1919 wurde das Portugiesische Rote Kreuz Mitglied der im gleichen Jahr gegründeten Liga der Rotkreuz-Gesellschaften, der heutigen Internationalen Föderation der Rotkreuz- und Rothalbmond-Gesellschaften.

## Geschichte
Als Gründer des Portugiesischen Roten Kreuzes gilt der Armeearzt José António Marques, der im Jahr 1864 Portugal als Delegierter auf der diplomatischen Konferenz in der Schweizer Stadt Genf vertreten hatte, die zum Abschluss der ersten Genfer Konvention führte. Im Februar 1865 entstand aufgrund seiner Initiative die „Portugiesische Hilfskommission für verwundete und erkrankte Soldaten in Kriegszeiten“ (Comissão Portuguesa de Socorros a Feridos e Doentes Militares em Tempo de Guerra) als Vorläuferorganisation des Portugiesischen Roten Kreuzes.
Das Portugiesische Rote Kreuz zählt zu den wenigen Organisationen, die als Institution in die französische Ehrenlegion aufgenommen wurden. Es erhielt diese Anerkennung für sein Wirken während des Deutsch-Französischen Krieges von 1870 bis 1871. Auch später absolvierte das Portugiesische Rote Kreuz mehrfach größere Auslandseinsätze, so von 1936 bis 1939 im Bürgerkrieg in Portugals Nachbarland Spanien, im Rahmen der Auseinandersetzungen um die Unabhängigkeit der portugiesischen Kolonie Portugiesisch-Indien zwischen 1961 und 1962, in Rumänien in den Jahren 1989/1990 sowie in den Konflikten im ehemaligen Jugoslawien in den 1990er Jahren. Zu weiteren Hilfsaktionen kam es bei verschiedenen Katastrophen im In- und Ausland.

## Organisation

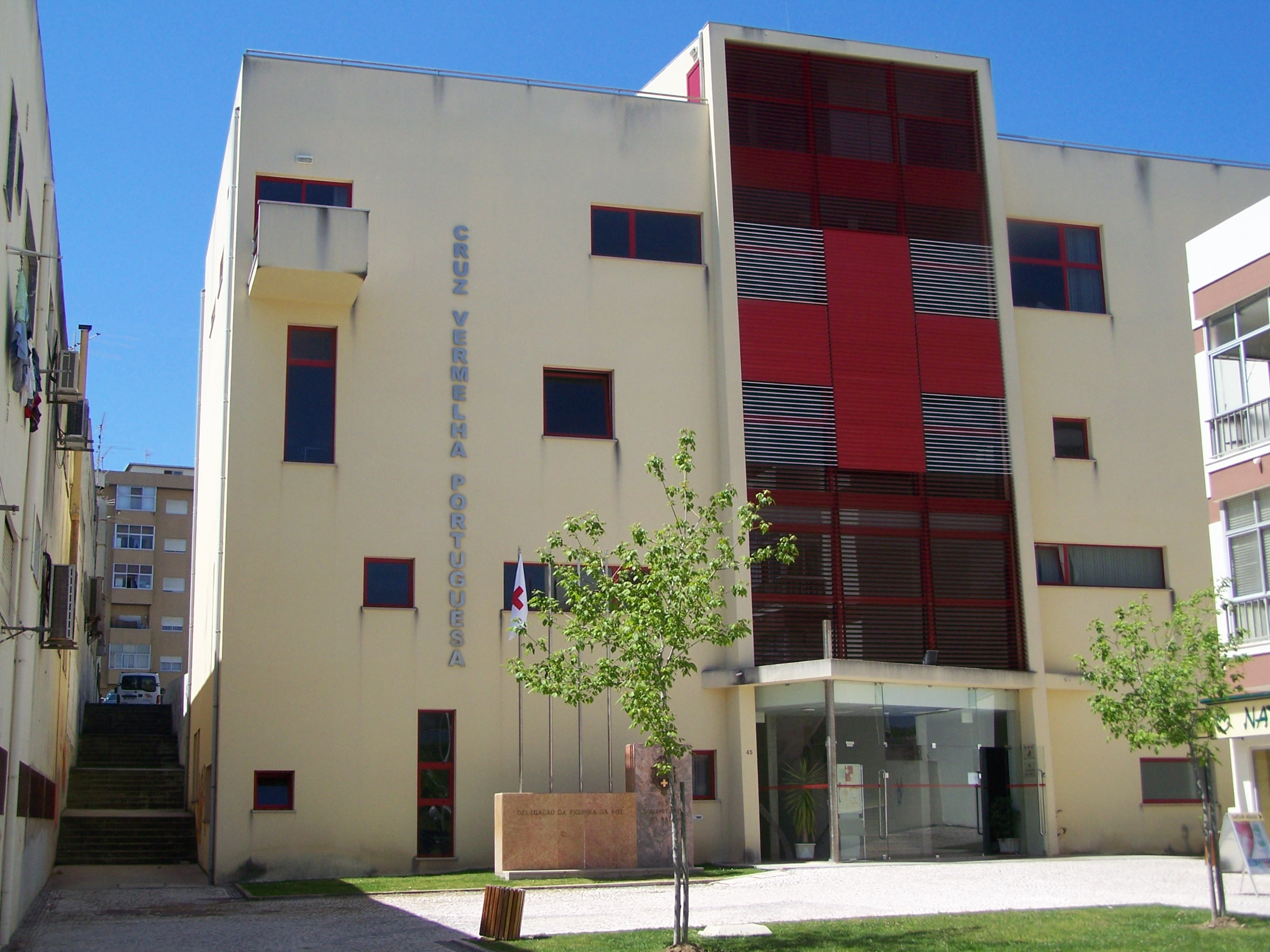
Regionalbüro in Figueira da Foz

Das Portugiesische Rote Kreuz gliedert sich in 25 regionale Abteilungen (Delegações) und 154 lokale Gruppen vor Ort (Núcleos). Der Sitz der Organisation befindet sich in der Landeshauptstadt Lissabon. Das oberste beschließende Organ ist die aus allen Mitgliedern bestehende Generalversammlung (Assembleia Geral). Geschäftsführend ist der von der Generalversammlung gewählte Landesvorstand (Direcção Nacional) tätig, dem unter anderem der Präsident, die Vizepräsidenten und der Generalsekretär angehören. Als konsultatives Gremium fungiert ein Oberster Rat (Conselho Supremo). Dieser besteht neben den Mitgliedern des Landesvorstandes aus elf Vertretern verschiedener Ministerien, einem Vertreter der portugiesischen Bischofskonferenz sowie 20 durch die Generalversammlung gewählte Mitgliedern. Darüber hinaus können der Ehrenpräsident, die Fachminister sowie ehemalige Präsidenten, Vizepräsidenten und Generalsekretäre auf Wunsch an den Zusammenkünften des Obersten Rates teilnehmen.
Der Präsident des Portugiesischen Roten Kreuzes wird durch einen gemeinsamen Beschluss des Premierministers und des Verteidigungsministers ernannt. Die Organisation schlägt dafür drei Kandidaten zur Auswahl vor. Die Amtszeit des Präsidenten beträgt drei Jahre, eine bis zu dreimalige Wiederwahl ist möglich. Die Mehrzahl der bisherigen Präsidenten waren ranghohe Angehörige der Armee. Derzeitiger Präsident ist seit dem 29. Juli 2005 Eduardo da Silva Barbosa. Der jeweils amtierende Staatspräsident Portugals fungiert als Ehrenpräsident (Presidente de Honra).

## Aktivitäten

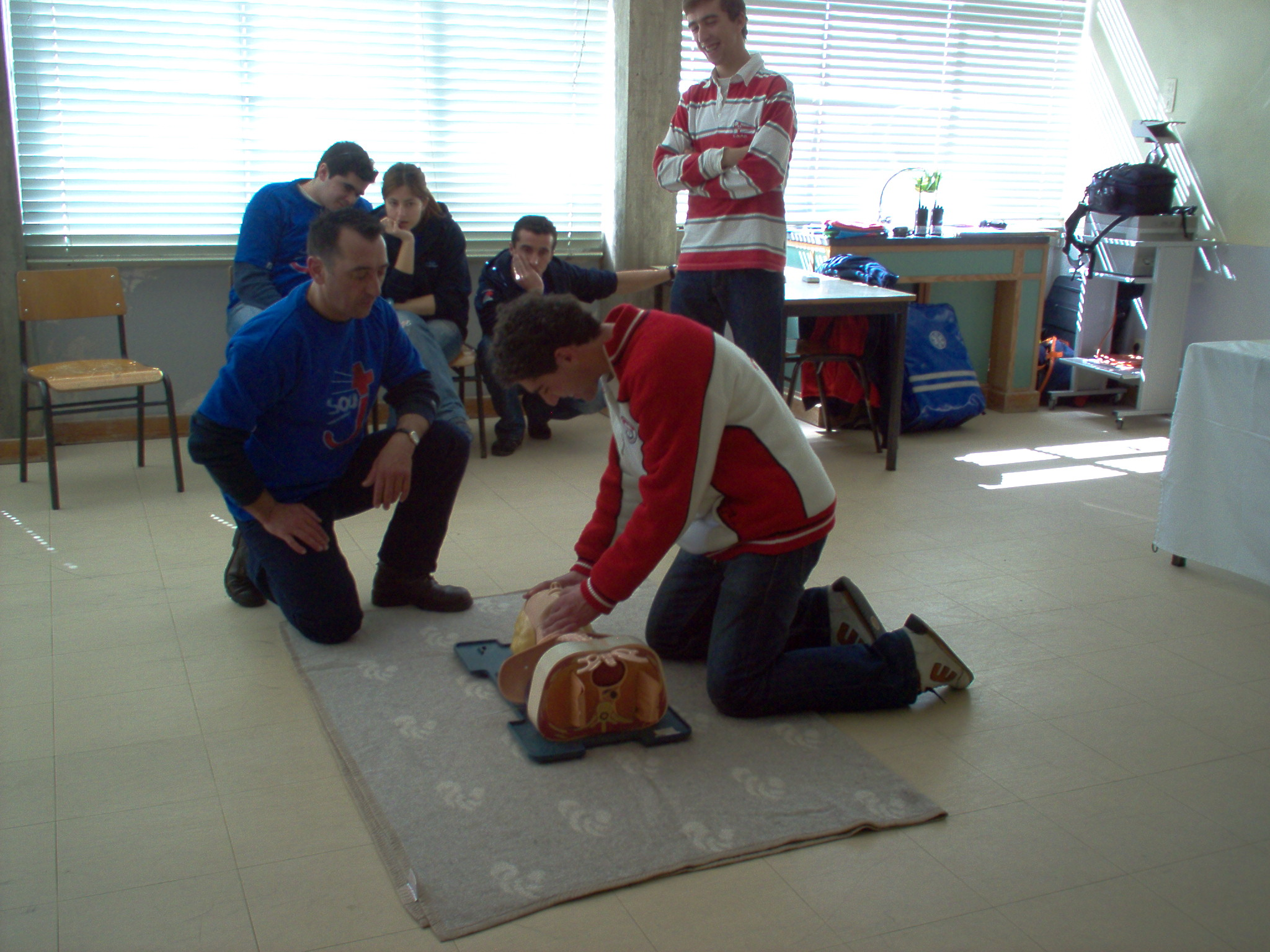
Jugendliche des Portugiesischen Roten Kreuzes bei einem Erste-Hilfe-Kurs in einer Schule

Das Portugiesische Rote Kreuz hat rund 700 hauptamtliche Mitarbeiter sowie etwa 5.000 Freiwillige und verfügt über ein jährliches Budget von rund 4,2 Millionen Euro. Die derzeitigen Aktivitäten konzentrieren sich auf gesundheitsbezogene und soziale Leistungen sowie auf die Weiterentwicklung der Organisation, einschließlich einer Erhöhung der Mitgliederzahl und einer Verbesserung der Ausstattung und Ausbildung auf lokaler und regionaler Ebene.
Im Bereich der sozialen Dienste werden beispielsweise Hilfsstationen, Krankenhäuser, ein Militärheim, lokale Gesundheitsprojekte sowie Hilfsprojekte für Angehörige gesellschaftlicher Minderheiten, ältere Menschen, Obdachlose und Drogenabhängige. Es ist darüber hinaus im Katastrophenschutz sowie in der Erste-Hilfe-Ausbildung tätig und unterhält in Oliveira de Azeméis eine Hochschule für Krankenpflege (Escola Superior de Enfermagem da Cruz Vermelha Portuguesa).
Hauptaktivitäten der Jugend des Portugiesischen Roten Kreuzes (Corpo da Juventude da Cruz Vermelha Portuguesa) sind die gesellschaftliche Integration behinderter Jugendlicher, die Verbreitung der Grundsätze der Internationalen Rotkreuz- und Rothalbmondbewegung sowie Schulkurse in Erster Hilfe.
Auf internationaler Ebene arbeitet das Portugiesische Rote Kreuz mit dem IKRK und der Föderation in einer Reihe von Hilfsprojekten zusammen. Darüber hinaus bestehen bilaterale Kooperationsabkommen mit nationalen Gesellschaften in portugiesischsprachigen Ländern.